# Gothaisches Genealogisches Handbuch
Das Gothaische Genealogische Handbuch (GGH) ist eine Buchreihe, in der  das Deutsche Adelsarchiv Marburg seit 2015 die Genealogien der Geschlechter des Historischen Adels veröffentlicht. Die Reihe ist der Nachfolger des bis 2015 in Zusammenarbeit mit dem Starke Verlag in Limburg an der Lahn herausgegebenen Genealogischen Handbuchs des Adels (GHdA).
Der Titel der Reihe knüpft direkt an den alten Gothaischen Hofkalender an, der von 1742 bis 1944 in der Stadt Gotha unter immer wieder leicht veränderten Titeln erschienen 
und nach dem Zweiten Weltkrieg durch das Genealogische Handbuch des Adels (GHdA) fortgesetzt worden war. Im April 2013 wurde mit dem bisherigen Verlag eine außergerichtliche Einigung erzielt, nachdem der Starke Verlag gegen die Kündigung seines Vertrags geklagt hatte. Das Genealogische Handbuch des Adels erschien noch bis Band 158 bei Starke.
Im Juli 2015 erschien Band 1 der neuen Reihe im Verlag des Deutschen Adelsarchivs. Das Gothaische Genealogische Handbuch gliedert sich in die vier Unterreihen:
- Gothaisches Genealogisches Handbuch der fürstlichen Häuser mit den drei Abteilungen des Hochadels: 
  - Erste Abteilung: regierende und ehemals regierende Häuser
  - Zweite Abteilung: mediatisierte standesherrliche Häuser
  - Dritte Abteilung: titularfürstliche Häuser Europas
- Gothaisches Genealogisches Handbuch der Gräflichen Häuser
- Gothaisches Genealogisches Handbuch der Freiherrlichen Häuser
- Gothaisches Genealogisches Handbuch der Adeligen Häuser